# جاستن هوشكينغ
جاستن هوشكينغ هو لاعب هوكي الجليد كندي، ولد في 9 يناير 1974 في ستيتلر ‏ في كندا.

## وصلات خارجية
- جاستن هوشكينغ على موقع دوري الهوكي الوطني (الإنجليزية)
- جاستن هوشكينغ على موقع قاعة مشاهير الهوكي (لاعب أن.إتش.أل) (الإنجليزية)
- جاستن هوشكينغ على موقع EliteProspects.com (الإنجليزية)
- جاستن هوشكينغ على موقع HockeyDB.com (الإنجليزية)
- جاستن هوشكينغ على موقع Hockey-Reference.com (الإنجليزية)